# Allactaga vinogradovi
Scarturus vinogradovi, syn. Allactaga vinogradovi — вид гризунів родини Dipodidae. Зустрічається в Казахстані, Киргизстані, Таджикистані, Узбекистані. Мешкає в районах передгірних напівпустель зі світлою рослинністю (полин, ефемери, солянки). Віддає перевагу глинистим і піщаним ґрунтам і уникає щебеневих ділянок. У горах зустрічається до 1000—1390 метрів над рівнем моря. Це всеїдна тварина, яка навесні харчується зеленими паростками, влітку харчується переважно насінням, потім у другій половині літа, коли настає посуха, її раціон змінюється на підземні частини рослин. Тварини присутні в раціоні, але не як основна частина.
У східній частині ареалу сплячка може тривати з початку жовтня до кінця лютого (долина Чуї) або з кінця жовтня до середини березня (Каратау). У західній частині ареалу (Нуратау) сплячка настає з другої половини жовтня до середини лютого або початку березня. Використовує три види нір: постійні літні, зимувальні та тимчасові укриття. Постійні літні нори прості, з головним ходом, що веде до гнізда, з двома-трьома ходами, які розгалужуються від основного шляху і ведуть на поверхню, але не закінчуються виходом. Діаметр гнізд 7–15 см. Зимувальні нори не мають додаткових виходів і знаходяться глибше під землею (61–89 см). Довжина проходу від 161 до 178 м.
Це нічний вид, який, швидше за все, одиночний. Розмноження відбувається двічі за сезон, у березні — червні та серпні — вересні. Розмір виводку від 1 до 6 (зазвичай 3–5) дитинчат.